# 山柳
山柳（学名：Salix pseudotangii）是杨柳科柳属的植物，为中国的特有植物。分布在中国大陆的陕西等地，生长于海拔2,330米的地区，常生于山坡林中，目前尚未由人工引种栽培。